# Кваснёк, Лукас
Лукас Кваснёк (нем. Lukas Kwasniok; род. 12 июня 1981, Гливице, Катовицкое воеводство) или Лукаш Кваснёк (пол. Łukasz Kwaśniok) — немецкий и польский футболист и футбольный тренер. Главный тренер клуба «Кёльн».

## Карьера игрока
Лукас Кваснёк переехал с семьёй из Польши в Карлсруэ в 1988 году, где начал заниматься в академии одноимённого клуба. Выступал за юношеские команды клуба и сборной Германии, считался перспективным футболистом, и имел предложения от разных команд. Закончив школу на год раньше, он перешёл вместе с братом в «Арминию» (Билефельд), которая вскоре после этого вышла в Бундеслигу. Позже игрок признал, что решение покинуть «Карлсруэ» было ошибочным. 
В «Арминии» Лукас подписал трёхлетний контракт и выступал полгода за команду до 19 лет, пока не получил разрыв связок в обеих лодыжках и не стал испытывать длительные боли в правой ноге после восстановления. Лишь после повторной операции боль утихла.
Во второй половине сезона 1999/2000 перешёл на правах аренды в «Зандхаузен» из Оберлиги, четвёртого по силе дивизиона на тот момент. Там Лукас также выступал за юношескую команду до 19 лет и тренировался с основной командой, ставшей чемпионом своей Оберлиги. Несмотря на это, Лукас Кваснёк не стал чемпионом, поскольку ни разу не появился на поле. По окончании сезона «Арминия» расторгла контракт в одностороннем порядке. В 19 лет Кваснёк принял решение сменить карьерный путь и прошёл обучение на государственного служащего. Параллельно с этим он продолжал играть в футбол на любительском уровне в родном регионе за команды «Раштатт 04» и «Германия» (Фридрихсталь), прежде чем завершить карьеру игрока и стать тренером.

## Тренерская карьера

### Начало карьеры
С 2007 по 2009 год был главным тренером команды «Раштатт» (нем. OSV Rastatt) из шестого по силе дивизиона, Ландеслиги. В 2009 году произошла реформа системы лиг, и Кваснёк возглавил «Райхенбах» также из Ландеслиги, теперь уже седьмого по силе дивизиона страны. В 2012 году команда вышла в Фербандслигу, шестой дивизион.

### «Карлсруэ»
В 2014 году стал работать в академии клуба Второй Бундеслиги «Карлсруэ» по приглашению руководителя по работе с молодёжью Эдмунда Беккера. Сначала он тренировал команду до 17 лет, а через полтора года — до 19. 4 декабря 2016 года был назначен исполняющим обязанности главного тренера «Карлсруэ» до конца года. После этого он вернулся к работе в юношеской команде, а в июне 2017 года начал обучение на футбольного тренера в академии немецкого футбольного союза. В марте 2018 года успешно закончил обучение и получил тренерскую лицензию. 30 июля 2018 года «Карлсруэ» объявил об окончании сотрудничества с Кваснёком. Об обстоятельствах не сообщается, однако незадолго до этого переход Кваснёка в «Эрцгебирге» сорвался из-за требований «Карлсруэ» о выкупе контракта.

### «Карл Цейсс»
9 декабря 2018 года «Карл Цейсс» объявил о назначении Лукаса Кваснёка на пост главного тренера после серии матчей без побед под руководством предыдущего тренера. Во время зимнего перерыва Кваснёк также получил роль спортивного директора после увольнения его предшественника из-за спортивных неудач. В сезоне 2018/19 клуб сумел сохранить место в Третьей лиге, но спустя десять туров следующего сезона, в которых команда шла без побед начиная с третьего матча, Кваснёк был уволен.

### «Саарбрюккен»
1 января 2020 года Кваснёк подписал контракт с «Саарбрюккеном» из Региональной лиги «Юго-Запад» до 30 июня того же года. Контракт был продлён на год благодаря выходу в Третью лигу. Кроме того, «Саарбрюккен» стал первой командой четвёртой лиги в полуфинале Кубка Германии. 5 февраля 2021 года Лукас Кваснёк и «Саарбрюккен» договорились о прекращении сотрудничества по окончании сезона. Причиной этому стали разные взгляды тренера и руководства клуба на его дальнейшее развитие.

### «Падерборн 07»
Перед сезоном 2021/22 возглавил «Падерборн 07», заменив ушедшего Штеффена Баумгарта. 15 апреля 2025 года было объявлено, что Кваснёк покинет команду по окончании сезона. Клуб закончил сезон на 4 месте, отстав на 3 очка от места встыковых матчах за право выступления в Бундеслиге и на 4 очка от второго места, дающее прямое повышение в высший дивизион Германии.

### «Кёльн»
Перед началом сезона 2025/26 стал главным тренером «Кёльна», подписав контракт до 2028 года.

## Тренерская статистика
| Карлсруэ     | 4 декабря 2016  | 22 декабря 2016  | 2   | 0  | 2  | 0  | 000,00 |
| Карл Цейсс   | 9 декабря 2018  | 28 сентября 2019 | 33  | 9  | 9  | 15 | 027,27 |
| Саарбрюккен  | 23 декабря 2019 | 30 июня 2021     | 48  | 19 | 14 | 15 | 039,58 |
| Падерборн 07 | 1 июля 2021     | 30 июня 2025     | 144 | 63 | 36 | 45 | 043,75 |
| Кёльн        | 1 июля 2025     | настоящее время  | 0   | 0  | 0  | 0  | —      |
| Всего        | Всего           | Всего            | 227 | 91 | 61 | 75 | 040,09 |